# Warenhuis (winkel)

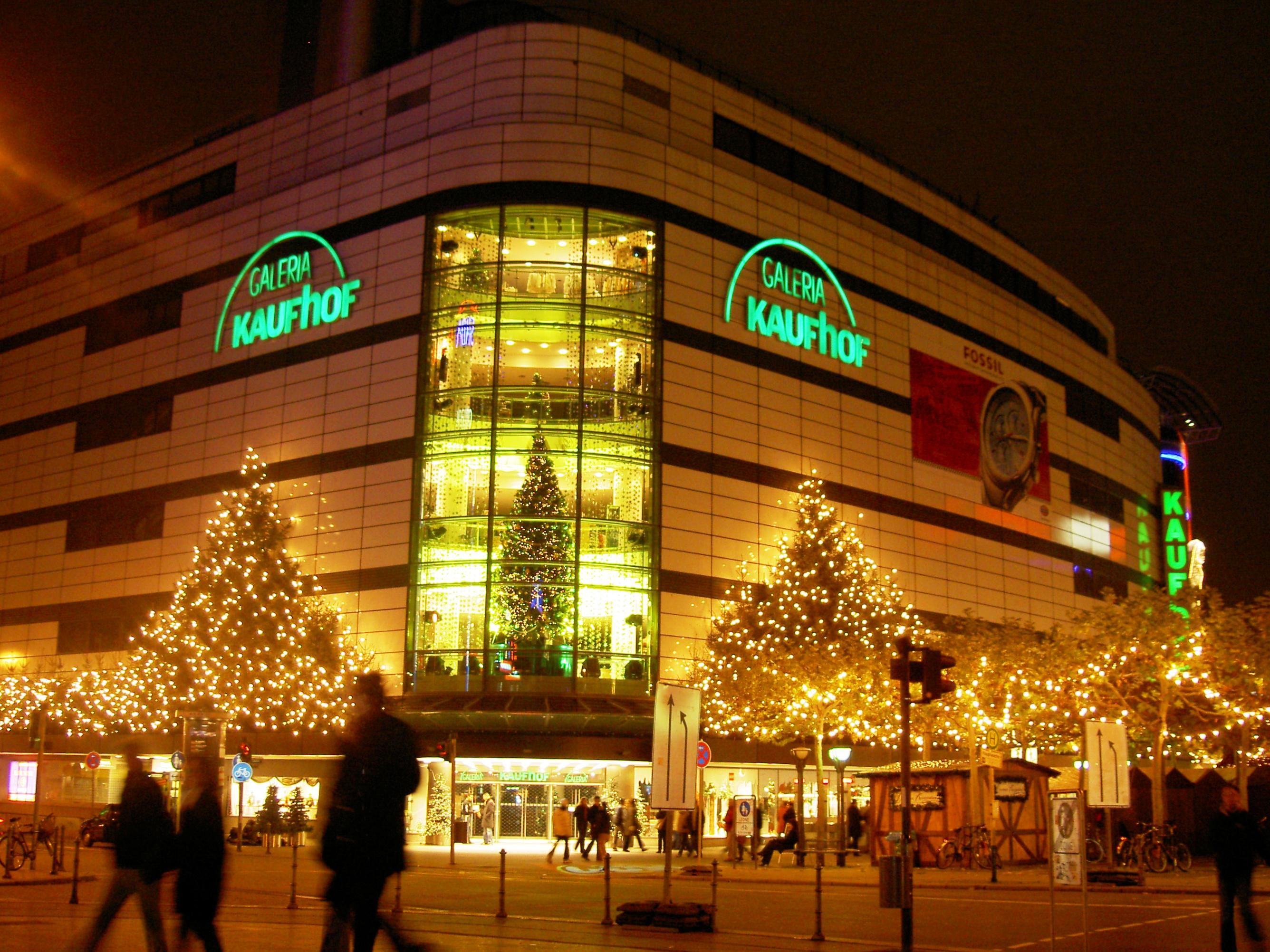
Kaufhof in Frankfurt am Main

Een warenhuis is een grote winkel, vaak met meerdere verdiepingen, die een uitgebreid assortiment aan goederen verkoopt.
Het eerste moderne warenhuis werd in 1837 opgericht door Procter & Gamble in Cincinnati, de latere multinational.
Wereldwijd bekende warenhuizen zijn Harrods, GOeM en Kaufhaus des Westens. Bekende ketens zijn Macy's, Marks & Spencer, Galeries Lafayette en El Corte Inglés.
Vanaf circa 1990 kromp het aantal warenhuizen en hun omzet, door de opkomst van grote gespecialiseerde winkelketens en later het online winkelen.

## In België
In België ontwikkelde het warenhuis, naar Parijs voorbeeld, zich eerder dan in Nederland. Bekende voorbeelden zijn de warenhuizen van Grand Bazar en Au Bon Marché, À l'Innovation, Galeries Anspach, Grands Magasins de la Bourse in Brussel, Antwerpen, Luik, Gent en vele andere steden. Een aantal van deze warenhuizen zijn ontworpen door Victor Horta. In de Antwerpse Grand Bazar (van Horta) is nu een winkelcentrum gevestigd. In de imposante Luikse Grand Bazar de la Place Saint-Lambert op de Place Saint-Lambert is nu o.a. een HEMA gevestigd.
Een prominente warenhuisketen in België is Galeria Inno. Andere bekende Belgische warenhuisketens waren Priba (Prix Bas) en Sarma.
In Vlaanderen verstaat men onder een warenhuis gewoonlijk een supermarkt.

## In Nederland
De eerste winkel, die in Nederland als warenhuis aangemerkt zou kunnen worden, was de Winkel van Sinkel op de Nieuwendijk in Amsterdam. De winkel, aanvankelijk niet meer dan een stoffenzaak, was in 1821 opgezet door de Duitser Anton Sinkel. Toen hij zijn zaak steeds meer uitbreidde, kreeg het langzaam de vorm van een warenhuis. Later kwamen er vestigingen elders in het land.
Begin 20e eeuw was de Belgische warenhuisketen Grand Bazar vertegenwoordigd in een aantal Nederlandse steden. Deze Grand Bazars waren groter van opzet dan Nederlandse winkels tot dan toe. Sommige  warenhuizen (Utrecht, Maastricht) waren gevestigd in jugendstil-panden. Nog in 1965 opende Grand Bazar een nieuw filiaal in Eindhoven.
De eerste moderne Nederlandse warenhuizen werden geopend in 1912 (Vroom & Dreesmann, aan de Kalverstraat in Amsterdam), en 1914 (De Bijenkorf, aan het Damrak in Amsterdam). Daarnaast waren in enkele Nederlandse steden lokale warenhuizen te vinden. In Rotterdam was het warenhuis Ter Meulen gevestigd, in Heerlen Schunck en tot 1981 in Maastricht (Wyck) Maussen. In Assen is vanaf 1897 Warenhuis Vanderveen gevestigd.

## Trivia
- Het grootste warenhuis ter wereld is Shinsegae in het Zuid-Koreaanse Busan. In Europa is het grootste warenhuis Harrods te Londen.
- Het grootste warenhuis in Nederland is de De Bijenkorf in Amsterdam met 20.000 m², nr. 2 is Warenhuis Vanderveen in Assen met 17.500 m².
- Het grootste warenhuisconcern is J.C. Penney Company, Inc., opgericht in de staat Wyoming in de Verenigde Staten, met hoofdkantoor in Plano, Texas.